# Vilém Ludvík Nasavsko-Saarbrückenský
Vilém Ludvík Nasavsko-Saarbrückenský (18. prosince 1590, Ottweiler – 22. srpna 1640, Mety) byl hrabě saarbrückenský, pravnuk Filipa I. Hesenského, zvaného Velkomyslného. S manželkou Annou Amálií, dcerou významného vojevůdce třicetileté války Jiřího Fridricha, měl dvanáct potomků.

## Život

### Mládí
Vilém Ludvík se narodil 18. prosince 1590 v Ottweileru do rodiny hraběte Ludvíka II. a jeho jediné manželky Anny Marie. Narodil se jako jejich úplně první dítě a jeden z devíti synů. Roku 1605, když bylo Vilému Ludvíkovi patnáct, se Ludvíku II. povedlo sjednotit všechny pozemky seniorské linie Walramů, což přineslo rodině velké bohatství.
Mezi lety 1609 až roku 1614 studoval v Metz a poté během své kavalírské cesty navštívil Anglii, Nizozemsko a Francii. 25. listopadu 1615 se oženil s Annou Amálii, dcerou významného vojevůdce třicetileté války Jiřího Fridricha Bádensko-Durlašského.
Již roku 1616 se Vilém Ludvík stal spoluvladařem svého otce a když pak Ludvík roku 1627 zemřel, stal se opatrovníkem svých neplnoletých bratrů Oty a Arnošta Kazimíra. 29. ledna 1629 v Ottweileru proběhlo rozdělení pozemků mezi Ludvíka a jeho bratry. Vilém Ludvík získal Saarbrücken (v současné době hlavní město spolkové země Sársko) a blízké okolí, Ottweiler, správní oblast Herbitzheim a Saarwellingen. Jeho bratr Jan získal Idstein, Wiesbaden a Sonnenberg. Zbývala oblast Wehen a kraj Burgschwalbach, nicméně, ty měli připadnout dosud neplnoletým Vilémovým bratrům, proto je jako nejstarší syn Ludvíka spravoval i nadále.

### Spory o majetek
2. března 1629 vydal císař Ferdinand II. restituční edikt, díky kterému měly být církvi navráceny pozemky zabrané protestanty na základě passovské smlouvy. 7. července 1629 se konal soud mezi Lotrinky a Nasavskými o kraje a města Saarwerden, Bockenheim a Wieberstweiler. Lotrinským se podařilo dokázat, že tato města a jejich okolí náležela k lénu města Mety a tudíž náleží jim. Nasavští tak o svůj majetek přišli, nicméně, zbytek hrabství zůstal. Lotrinský vévoda ale obsadil celé hrabství. Vilém Ludvík se proto dovolal soudu, který rozhodl v jeho prospěch. Stalo se tak 27. července 1630. Věc se nakonec dostala až k říšské radě v Řeznu, kde Vilém Ludvík požadoval investituru.

### Třicetiletá válka
Ke konci roku 1631 se do Německa dostal Gustav II. Adolf a Vilém Ludvík se i se svým vojskem připojil na jeho stranu. Společně s ním i jeho bratři. Tím si celá rodina znepřátelila především císaře. Sám Vilém Ludvík bojoval jako podplukovník jezdeckého pluku pod Otou Ludvíkem ze Salm-Kyrburg-Mörchingenu, především pak u horního toku Rýna. Gustavovo tažení ale nebylo úspěšné a zemřel v bitvě 16. listopadu 1632. Po jeho smrti se protestantské stavy sešly v Heilbronnu, kde se ukázal i Vilém Ludvík. On i jeho bratři Arnošt Kazimír a Ota se postavili na stranu Švédska. Nicméně, deset dní po schůzi Ota umírá. Většinu majetku po něm převzal Arnošt Kazimír, okresy Usingen a Stockheim byly rozděleny.
V březnu 1634 se Vilém Ludvík účastnil schůze ve Frankfurtu, kde se Axel Oxenstierna pokusil přehlasovat kurfiřty Saska a Braniborska a vstoupit do Heilbronnské ligy. Bratrům Nasavským se zde podařilo dosáhnout kompromisu s pány z Hohengeroldsecku ohledně vlastnickým práv ke měst Lahr. 7. června toho roku se Vilém Ludvík spojit s Francií. Celá schůze ale skončila velmi rychle po vítězství císaře Ferdinanda v bitvě u Nördlingenu. Vzhledem k tomu, že se císařova armáda rychle blížila k Frankfurtu, přesunula se schůze do Kirchheimu. Bratři Nasavští se nakonec museli vzdát svých pozemků na pravém břehu Rýna.
Po smrti Oty Ludvíka, pod kterým Vilém sloužil, se nejstarší z bratrů Nasavských přesunul do služby k Bernardu Sasko-Výmarskému. Cílem jejich akce bylo dobýt oblast až k Wetterau. Aby se jejich cíl splnil, napadli v prosinci hraběte von Mansfelda. 30. května 1635 byl podepsán Pražský mír, ani jeden z bratrů Nasavských k podepsáni ale přizván nebyl. Nicméně, Vilém Ludvík dále pokračoval ve službě pro Bernarda Sasko-Výmarského. Ten byl ale během útoku na Frankfurt poražen a na radu Ludvíka XIII. se všichni stáhli do Met, včetně Viléma Ludvíka, který zde nakonec i zemřel. Ještě roku 1635 byla bratrům odebrána velká část jejich majetku, část přešla i na císařského radu Bertrama von Sturma. O rok později se Vilém Ludvík a jeho bratr Arnošt Kazimír pokusili požádat císaře o milost, nicméně, pokus selhal. Teprve roku 1639 jim bylo umožněno přijet do Vídně a obhajovat se.

### Smrt
Vilém Ludvík Nasavsko-Saarbrückenský zemřel ve městě Mety 22. srpna 1640 jako devětačtyřicetiletý. Zbyla po něm vdova Anna Amálie, která se o tři roky později i s dětmi vrátila do Saarbrückenu.

## Potomci
Ze sňatku s Annou Amálií vzešlo dvanáct dětí, z toho sedm synů.
- Anna Juliana (8. dubna 1617 – 29. prosince 1667), ⚭ 1640 Fridrich Falcko-Zweibrückenský (5. dubna 1616 – 9. července 1661), vévoda falcko-zweibrückenský
- Mořic (*/† 1618)
- Šarlota (1. prosince 1619 – 13. listopadu 1687), ⚭ Ludvík Leiningensko-Westerburský (18. července 1624 – 14. září 1688)
- Kraft (7. dubna 1621 – 25. července 1642), hrabě saarbrückenský od roku 1640 až do své smrti, zemřel při bojích u Straelen, svobodný a bezdětný
- Anna Amálie (20. července 1623 – 21. června 1695)
- Jan Ludvík (24. května 1625 – 9. února 1690), hrabě saarbrückenský od roku 1642 až do své smrti, ⚭ 1649 Dorota Kateřina Falcko-Birkenfeldsko-Bischweilerská (3. července 1634 – 7. prosince 1715)
- Alžběta Sibyla (1. října 1626 – 5. června 1627)
- Marie Sibyla (6. října 1628 – 9. dubna 1699), ⚭ 1651 August Filip Šlesvicko-Holštýnsko-Sondebursko-Beckský (11. listopadu 1612 – 6. května 1675)
- Jiří Fridrich (*/† 1630)
- Gustav Adolf (27. března 1632 – 9. října 1677), ⚭ 1662 Eleonora Klára z Hohenlohe-Neuensteinu (16. července 1632 – 4. května 1709)
- Jiří Fridrich (16. září 1633 – 28. ledna 1635), zemřel v dětství
- Walrad (25. února 1635 – 17. října 1702),
⚭ Kateřina Františka de Croÿ-Roeulx (1637–1686)
⚭ Magdaléna Alžběta Löwenstein-Wertheim-Rochefort (1662–1733)